# Îlot de Scola
L' îlot de Scola (ou Scoletta), est une île mineure de l'archipel toscan, située dans les eaux de la mer Tyrrhénienne à une courte distance de la côte sud-est de l'île de Pianosa, dans la municipalité de Campo nell'Elba, dans la province de Livourne.

## Description
L'îlot se trouve à environ 200 mètres à l'ouest de l'île de Pianosa et se compose d'une tour de roches calcaires nues avec des sections moins escarpées occupées par des buissons de pistachier lentisque, une végétation herbacée, des oliviers et des figuiers. Déjà habitée par l'homme au Néolithique et touchée par des fouilles archéologiques ces dernières années, il fut pendant de nombreuses années la destination des déplacements dominicaux de la population locale, pendant les années de vigueur de la colonie pénitentiaire agricole locale. Au-dessus se trouvent les vestiges des fortifications napoléoniennes.
Il est actuellement connu surtout à la suite d'une intervention précise et décisive d'extermination des rats menée avec succès en 2001, pour protéger la population locale d'oiseaux marins et en particulier d'une colonie de puffins, qui dans les années suivantes est devenue la plus importante de l'archipel toscan. L'îlot abrite quelques autres espèces d'oiseaux nicheurs : le cormoran huppé, le faucon pèlerin, le goéland leucophée, le pigeon bisetv et le gobemouche gris. Il existe deux espèces de reptiles, dont une sous-espèce endémique de lacertilia.

### Sources de traduction
- (it) Cet article est partiellement ou en totalité issu de l’article de Wikipédia en italien intitulé « Isolotto della Scola » (voir la liste des auteurs).